# 人文主义行动

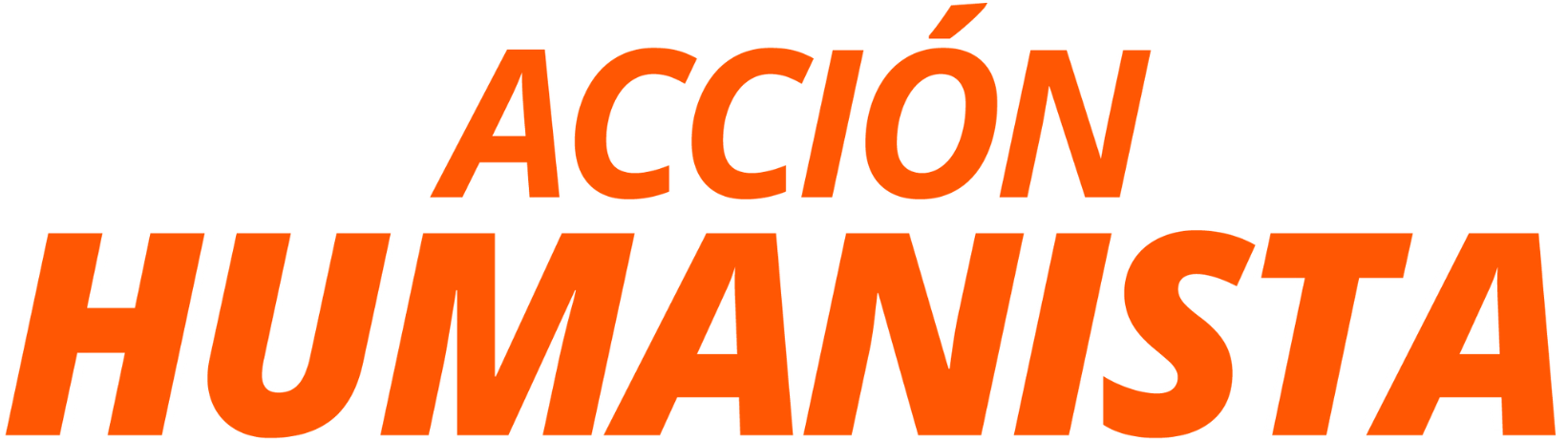
人文主义行动标志

人文主义行动（西班牙语：Acción Humanista）是智利的一个人文主义左翼政党，成立于2020年，分裂自人文主义党。其领导人为托马斯·赫希，他曾在1999年和2005年参加总统竞选。
该党由300名人文主义党前成员建立，他们因反对人文主义党的议员帕梅拉·希莱斯而退党。
该党是“值得智利”联盟和“赞成尊严”联盟的成员。在2021年大选中，他们支持总统候选人加夫列尔·博里奇。